# کیم جین پیو
کیم جین پیو (کره‌ای: 김진표؛ زادهٔ ۱۳ اوت ۱۹۷۷) میزبان، رپر، خواننده، ترانه‌پرداز، مجری تلویزیونی، راننده ماشین مسابقه اهل کره جنوبی است. او حرفه خود را در سال ۱۹۹۵ به عنوان عضو گروه دونفره موسیقی پنیک به همراه دوست دوران بچگی‌اش لی جوک آغاز کرد و سپس به عنوان هنرمند انفرادی و عضوی از گروه موسیقی راک نوا سونیک به فعالیتش ادامه داد. او برندهٔ جایزه بهترین اجرای هیپ هاپ در جوایز موسیقی آسیایی ام‌نت سال ۲۰۰۳ شد. او مجری برنامه تخت‌گاز کره است.
کیم جین پیو با بازیگر یون جو ریون ازدواج کرده است و این زوج یک دختر دارند.